# Saison 2010-2011 de la LHOu
Saison précédente Saison suivante
La saison 2010-2011 est la 45e saison de hockey sur glace de la Ligue de hockey de l'Ouest.  

## Saison régulière

### Classements

#### Association de l'Est
| Clt   | Équipe                   | PJ | V  | D  | DP | DF | BP  | BC  | Pts |
| ----- | ------------------------ | -- | -- | -- | -- | -- | --- | --- | --- |
| +001, | Blades de Saskatoon      | 72 | 56 | 13 | 1  | 2  | 310 | 213 | 115 |
| +002, | Warriors de Moose Jaw    | 72 | 40 | 26 | 2  | 4  | 245 | 240 | 86  |
| +003, | Wheat Kings de Brandon   | 72 | 32 | 31 | 1  | 8  | 249 | 252 | 73  |
| +004, | Raiders de Prince Albert | 72 | 31 | 36 | 2  | 3  | 247 | 283 | 67  |
| +005, | Pats de Regina           | 72 | 23 | 39 | 7  | 3  | 216 | 312 | 56  |
| +006, | Broncos de Swift Current | 72 | 26 | 44 | 0  | 2  | 181 | 260 | 54  |

| Clt   | Équipe                   | PJ | V  | D  | DP | DF | BP  | BC  | Pts |
| ----- | ------------------------ | -- | -- | -- | -- | -- | --- | --- | --- |
| +001, | Rebels de Red Deer       | 72 | 48 | 16 | 4  | 4  | 268 | 159 | 104 |
| +002, | Tigers de Medicine Hat   | 72 | 46 | 18 | 4  | 4  | 265 | 196 | 100 |
| +003, | Ice de Kootenay          | 72 | 46 | 21 | 1  | 4  | 272 | 218 | 97  |
| +004, | Oil Kings d'Edmonton     | 72 | 31 | 34 | 2  | 5  | 249 | 252 | 69  |
| +005, | Hurricanes de Lethbridge | 72 | 23 | 36 | 5  | 8  | 205 | 295 | 55  |
| +006, | Hitmen de Calgary        | 72 | 20 | 47 | 3  | 2  | 171 | 271 | 45  |

- Champion de l'Association
- Meilleure équipe de la division
- Qualifié pour les séries éliminatoires

#### Association de l'Ouest
| Clt   | Équipe                   | PJ | V  | D  | DP | DF | BP  | BC  | Pts |
| ----- | ------------------------ | -- | -- | -- | -- | -- | --- | --- | --- |
| +001, | Rockets de Kelowna       | 72 | 43 | 28 | 0  | 1  | 240 | 201 | 87  |
| +002, | Giants de Vancouver      | 72 | 35 | 32 | 1  | 4  | 236 | 251 | 75  |
| +003, | Bruins de Chilliwack     | 72 | 33 | 31 | 4  | 4  | 227 | 255 | 74  |
| +004, | Cougars de Prince George | 72 | 33 | 35 | 2  | 2  | 258 | 265 | 72  |
| +005, | Blazers de Kamloops      | 72 | 29 | 37 | 3  | 3  | 219 | 285 | 64  |

| Clt   | Équipe                  | PJ | V  | D  | DP | DF | BP  | BC  | Pts |
| ----- | ----------------------- | -- | -- | -- | -- | -- | --- | --- | --- |
| +001, | Winterhawks de Portland | 72 | 50 | 19 | 0  | 3  | 303 | 227 | 103 |
| +002, | Chiefs de Spokane       | 72 | 48 | 18 | 4  | 2  | 310 | 193 | 102 |
| +003, | Americans de Tri-City   | 72 | 44 | 24 | 2  | 2  | 286 | 223 | 92  |
| +004, | Silvertips d'Everett    | 72 | 28 | 33 | 7  | 4  | 172 | 218 | 67  |
| +005, | Thunderbirds de Seattle | 72 | 27 | 35 | 5  | 5  | 195 | 264 | 64  |

- Champion de l'Association
- Meilleure équipe de la division
- Qualifié pour les séries éliminatoires

### Meilleurs pointeurs
| Joueur              | Équipe       | PJ | B  | A  | Pts | Pun |
| ------------------- | ------------ | -- | -- | -- | --- | --- |
| Linden Vey          | Medicine Hat | 69 | 46 | 70 | 116 | 36  |
| Tyler Johnson       | Spokane      | 71 | 53 | 62 | 115 | 48  |
| Mark Stone          | Brandon      | 71 | 37 | 69 | 106 | 28  |
| Ryan Nugent-Hopkins | Red Deer     | 69 | 31 | 75 | 106 | 51  |
| Jordan Weal         | Regina       | 72 | 43 | 53 | 96  | 70  |
| Brendan Shinnimin   | Tri-City     | 60 | 34 | 62 | 96  | 84  |
| Ryan Johansen       | Portland     | 63 | 40 | 52 | 92  | 64  |
| Brendan Gallagher   | Vancouver    | 66 | 44 | 47 | 91  | 108 |
| Scott Glennie       | Brandon      | 70 | 35 | 56 | 91  | 58  |
| Marek Viedensky     | Saskatoon    | 63 | 36 | 52 | 88  | 52  |

### Meilleurs gardiens
| Joueur        | Équipe       | PJ | V  | D  | DP | DF | Bl | Moy  | %Arr |
| ------------- | ------------ | -- | -- | -- | -- | -- | -- | ---- | ---- |
| Darcy Kuemper | Red Deer     | 62 | 45 | 12 | 3  | 2  | 13 | 1,86 | 93,3 |
| Mac Engel     | Spokane      | 33 | 13 | 8  | 2  | 1  | 4  | 2,30 | 90,9 |
| Tyler Bunz    | Medicine Hat | 56 | 35 | 13 | 4  | 4  | 3  | 2,47 | 91,9 |
| James Reid    | Spokane      | 50 | 35 | 9  | 2  | 1  | 4  | 2,52 | 90,4 |
| Adam Brown    | Kelowna      | 60 | 36 | 22 | 0  | 1  | 3  | 2,59 | 91,6 |

## Séries éliminatoires
L'Ice de Kootenay remporte la Coupe Ed Chynoweth.
|  | Huitièmes de finale | Huitièmes de finale |           |   | Quarts de finale | Quarts de finale |  |  | Demi-finales | Demi-finales |  |  | Finale | Finale |
|  | Huitièmes de finale | Huitièmes de finale |           |   | Quarts de finale | Quarts de finale |  |  | Demi-finales | Demi-finales |  |  | Finale | Finale |
|  |                     |                     |           |   |                  |                  |  |  |              |              |  |  |        |        |
|  |                     |                     |           |   |                  |                  |  |  |              |              |  |  |        |        |
|  |                     |                     |           |   |                  |                  |  |  |              |              |  |  |        |        |
|  | Saskatoon           | 4                   |           |   |                  |                  |  |  |              |              |  |  |        |        |
|  | Saskatoon           | 4                   |           |   |                  |                  |  |  |              |              |  |  |        |        |
|  | Prince Albert       | 2                   |           |   |                  |                  |  |  |              |              |  |  |        |        |
|  | Prince Albert       | 2                   | Saskatoon | 0 |                  |                  |  |  |              |              |  |  |        |        |
|  |                     |                     | Saskatoon | 0 |                  |                  |  |  |              |              |  |  |        |        |
|  |                     | Kootenay            | 4         |   |                  |                  |  |  |              |              |  |  |        |        |
|  | Kootenay            | Kootenay            | 4         | 4 |                  |                  |  |  |              |              |  |  |        |        |
|  | Kootenay            |                     |           | 4 |                  |                  |  |  |              |              |  |  |        |        |
|  | Moose Jaw           | 2                   |           |   |                  |                  |  |  |              |              |  |  |        |        |
|  | Moose Jaw           | 2                   | Kootenay  | 4 |                  |                  |  |  |              |              |  |  |        |        |
|  |                     |                     | Kootenay  | 4 |                  |                  |  |  |              |              |  |  |        |        |
|  |                     | Medicine Hat        | 0         |   |                  |                  |  |  |              |              |  |  |        |        |
|  | Red Deer            | Medicine Hat        | 0         | 4 |                  |                  |  |  |              |              |  |  |        |        |
|  | Red Deer            |                     |           | 4 |                  |                  |  |  |              |              |  |  |        |        |
|  | Edmonton            | 0                   |           |   |                  |                  |  |  |              |              |  |  |        |        |
|  | Edmonton            | 0                   | Red Deer  | 1 |                  |                  |  |  |              |              |  |  |        |        |
|  |                     |                     | Red Deer  | 1 |                  |                  |  |  |              |              |  |  |        |        |
|  |                     | Medicine Hat        | 4         |   |                  |                  |  |  |              |              |  |  |        |        |
|  | Medicine Hat        | Medicine Hat        | 4         | 4 |                  |                  |  |  |              |              |  |  |        |        |
|  | Medicine Hat        |                     |           | 4 |                  |                  |  |  |              |              |  |  |        |        |
|  | Brandon             | 2                   |           |   |                  |                  |  |  |              |              |  |  |        |        |
|  | Brandon             | 2                   | Kootenay  | 4 |                  |                  |  |  |              |              |  |  |        |        |
|  |                     |                     | Kootenay  | 4 |                  |                  |  |  |              |              |  |  |        |        |
|  |                     | Portland            | 1         |   |                  |                  |  |  |              |              |  |  |        |        |
|  | Portland            | Portland            | 1         | 4 |                  |                  |  |  |              |              |  |  |        |        |
|  | Portland            |                     |           | 4 |                  |                  |  |  |              |              |  |  |        |        |
|  | Everett             | 0                   |           |   |                  |                  |  |  |              |              |  |  |        |        |
|  | Everett             | 0                   | Portland  | 4 |                  |                  |  |  |              |              |  |  |        |        |
|  |                     |                     | Portland  | 4 |                  |                  |  |  |              |              |  |  |        |        |
|  |                     | Kelowna             | 2         |   |                  |                  |  |  |              |              |  |  |        |        |
|  | Kelowna             | Kelowna             | 2         | 4 |                  |                  |  |  |              |              |  |  |        |        |
|  | Kelowna             |                     |           | 4 |                  |                  |  |  |              |              |  |  |        |        |
|  | Prince George       | 0                   |           |   |                  |                  |  |  |              |              |  |  |        |        |
|  | Prince George       | 0                   | Portland  | 4 |                  |                  |  |  |              |              |  |  |        |        |
|  |                     |                     | Portland  | 4 |                  |                  |  |  |              |              |  |  |        |        |
|  |                     | Spokane             | 2         |   |                  |                  |  |  |              |              |  |  |        |        |
|  | Spokane             | Spokane             | 2         | 4 |                  |                  |  |  |              |              |  |  |        |        |
|  | Spokane             |                     |           | 4 |                  |                  |  |  |              |              |  |  |        |        |
|  | Chilliwack          | 1                   |           |   |                  |                  |  |  |              |              |  |  |        |        |
|  | Chilliwack          | 1                   | Spokane   | 4 |                  |                  |  |  |              |              |  |  |        |        |
|  |                     |                     | Spokane   | 4 |                  |                  |  |  |              |              |  |  |        |        |
|  |                     | Tri-City            | 2         |   |                  |                  |  |  |              |              |  |  |        |        |
|  | Tri-City            | Tri-City            | 2         | 4 |                  |                  |  |  |              |              |  |  |        |        |
|  | Tri-City            |                     |           | 4 |                  |                  |  |  |              |              |  |  |        |        |
|  | Vancouver           | 0                   |           |   |                  |                  |  |  |              |              |  |  |        |        |
|  | Vancouver           | 0                   |           |   |                  |                  |  |  |              |              |  |  |        |        |

## Honneurs et trophées
- Trophée Scotty-Munro, remis au champion de la saison régulière  : Blades de Saskatoon
- Trophée commémoratif des quatre Broncos, remis au meilleur joueur : Darcy Kuemper (Rebels de Red Deer)
- Trophée Bob-Clarke, remis au meilleur pointeur : Linden Vey (Tigers de Medicine Hat)
- Trophée commémoratif Bill-Hunter, remis au meilleur défenseur : Stefan Elliott (Blades de Saskatoon)
- Trophée Brad-Hornung, remis au joueur ayant le meilleur esprit sportif : Tyler Johnson (Chiefs de Spokane)
- Trophée Daryl-K.-(Doc)-Seaman, remis au meilleur joueur étudiant : Colin Smith (Blazers de Kamloops)
- Trophée Jim-Piggott, remis à la meilleure recrue :  Matt Dumba (Rebels de Red Deer)
- Trophée Del-Wilson, remis au meilleur gardien : Darcy Kuemper (Rebels de Red Deer)
- Trophée Dunc-McCallum, remis au meilleur entraîneur : Don Nachbaur (Chiefs de Spokane)
- Trophée Lloyd-Saunders, remis au membre exécutif de l'année : Lorne Molleken (Blades de Saskatoon)
- Trophée Allen-Paradice, remis au meilleur arbitre : Matt Kirk
- Trophée St. Clair Group, remis au meilleur membre des relations publique : Mike Moore (Hitmen de Calgary)
- Trophée Doug-Wickenheiser, remis au joueur ayant démontré la meilleure implication auprès de sa communauté : Spencer Edwards (Warriors de Moose Jaw)
- Trophée plus-moins de la WHL, remis au joueur ayant le meilleur ratio +/- : Stefan Elliott (Blades de Saskatoon)
- Trophée airBC, remis au meilleur joueur en série éliminatoire : Nathan Lieuwen (Ice de Kootenay)
- Alumni Achievement Awards, Bobby Clarke et Jeff Zorn

### Équipes d'étoiles
| Première équipe     | Première équipe        | Position | Deuxième équipe | Deuxième équipe        |
| Joueur              | Équipe                 | Position | Joueur          | Équipe                 |
| ------------------- | ---------------------- | -------- | --------------- | ---------------------- |
| Darcy Kuemper       | Rebels de Red Deer     | G        | Tyler Bunz      | Tigers de Medicine Hat |
| Stefan Elliott      | Blades de Saskatoon    | D        | Alex Petrovic   | Rebels de Red Deer     |
| Brayden McNabb      | Ice de Kootenay        | D        | Duncan Siemens  | Blades de Saskatoon    |
| Linden Vey          | Tigers de Medicine Hat | A        | Cody Eakin      | Ice de Kootenay        |
| Ryan Nugent-Hopkins | Rebels de Red Deer     | A        | Brayden Schenn  | Blades de Saskatoon    |
| Mark Stone          | Wheat Kings de Brandon | A        | Quinton Howden  | Warriors de Moose Jaw  |

| Première équipe   | Première équipe         | Position | Deuxième équipe   | Deuxième équipe         |
| Joueur            | Équipe                  | Position | Joueur            | Équipe                  |
| ----------------- | ----------------------- | -------- | ----------------- | ----------------------- |
| James Reid        | Chiefs de Spokane       | G        | Calvin Pickard    | Thunderbirds de Seattle |
| Tyson Barrie      | Rockets de Kelowna      | D        | Brenden Kichton   | Chiefs de Spokane       |
| Jared Cowen       | Chiefs de Spokane       | D        | Ryan Murray       | Silvertips d'Everett    |
| Brendan Gallagher | Giants de Vancouver     | A        | Brendan Shinnimin | Americans de Tri-City   |
| Tyler Johnson     | Chiefs de Spokane       | A        | Brendan Ranford   | Blazers de Kamloops     |
| Ryan Johansen     | Winterhawks de Portland | A        | Ryan Howse        | Bruins de Chilliwack    |